# 長良天神神社
長良天神神社（ながらてんじんじんじゃ）は、岐阜県岐阜市にある神社（天満宮）。登記上の宗教法人名称は天神神社（てんじんじんじゃ）。

## 祭神
- 菅原道真

## 沿革
寛正年間（1460年～1466年）、斎藤利藤が斎藤氏の氏神として建立する。
永正年間（1504年～1520年）、な斎藤利安及び長井長弘が修復し、1588年（天正16年）、池田輝政が改修する。
江戸時代、長良が尾張藩の領土となる。歴代の尾張藩藩主と高須藩（尾張藩支藩）藩主はこの神社を深く信仰しており、また、長良三郷の惣社として庶民の信仰も厚かったという。
慶長年間（1596年～1614年）に社殿が再建された後、幾度かの修復、新築が行われ、現在の本殿は1801年（享和元年）、拝殿は1852年（嘉永5年）の建物である。
1959年（昭和34年）、伊勢湾台風により、境内の大木の多くが倒壊し、建物も損傷を受けるが、1986年（昭和61年）に修復が完成する。
1974年（昭和49年）11月に岐阜県神社庁より県神社庁長参向指定神社（金幣社）の指定を受ける

## 主な神事
- 1月25日：初天神祭
- 3月4日、9月2日：筆塚祭
- 4月5日：例祭
- 8月：みそぎ祭り（形代祓と茅輪潜り）
- 11月23日：新嘗祭

## 参考画像

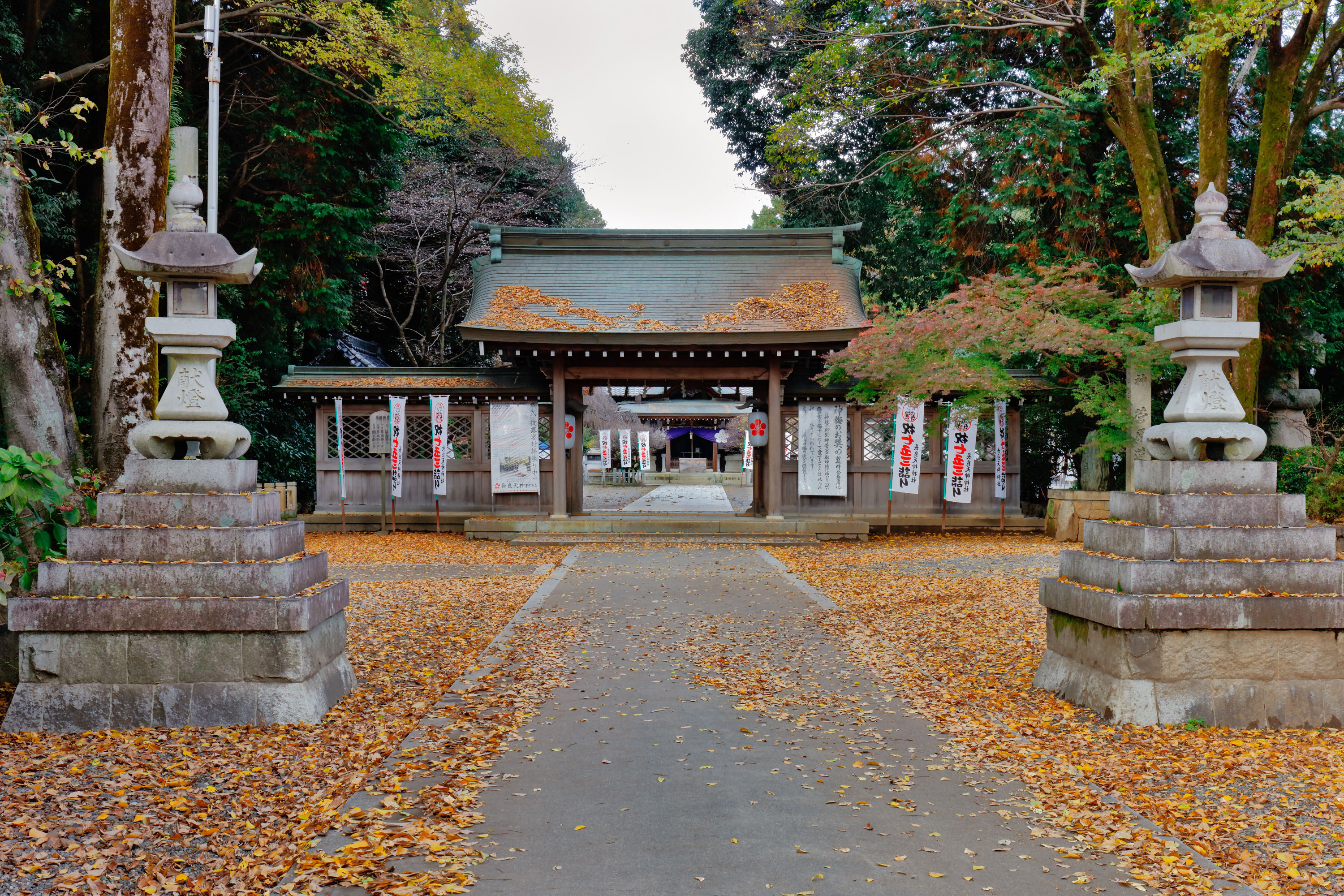
南参道から神門を望む
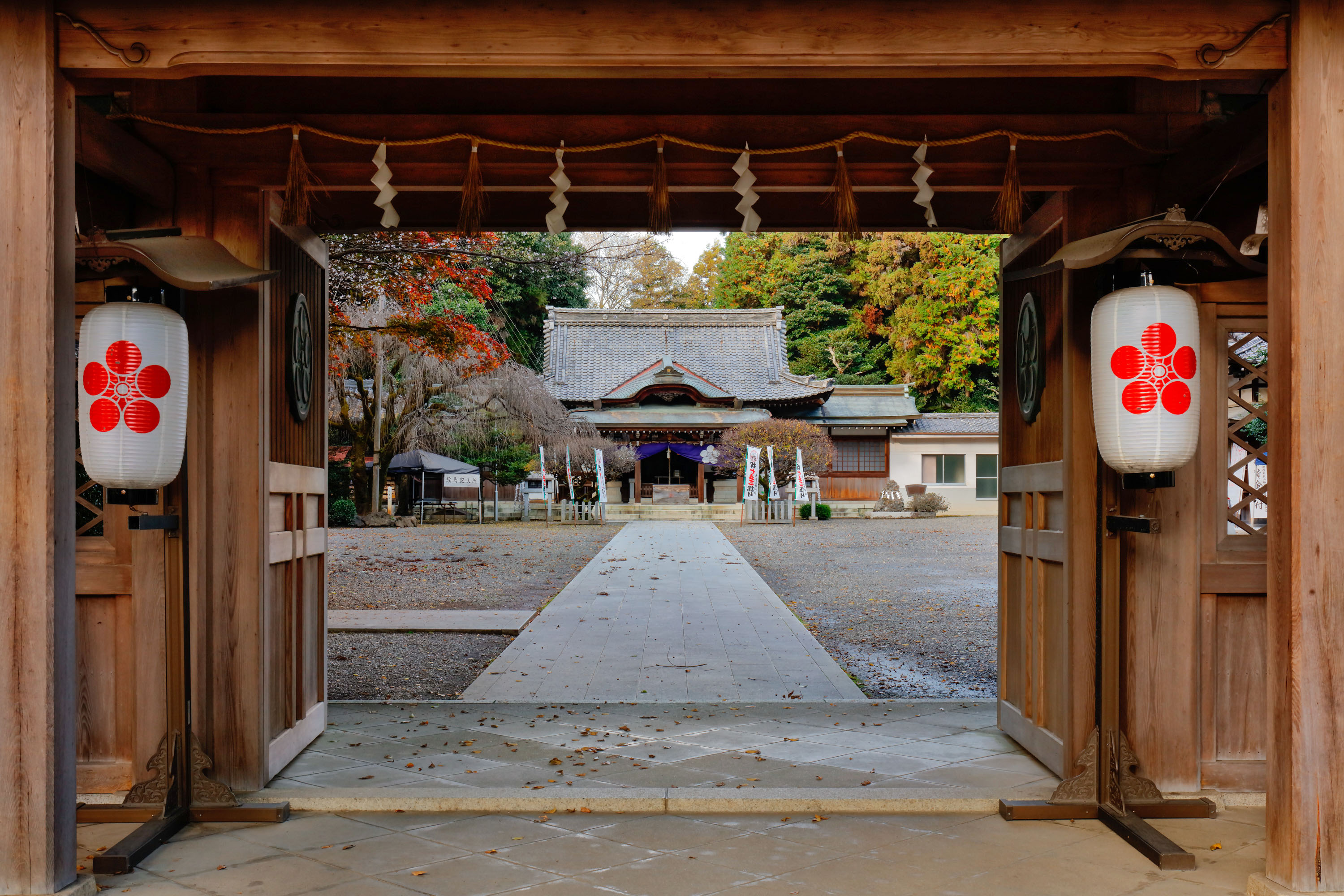
神門から拝殿を望む
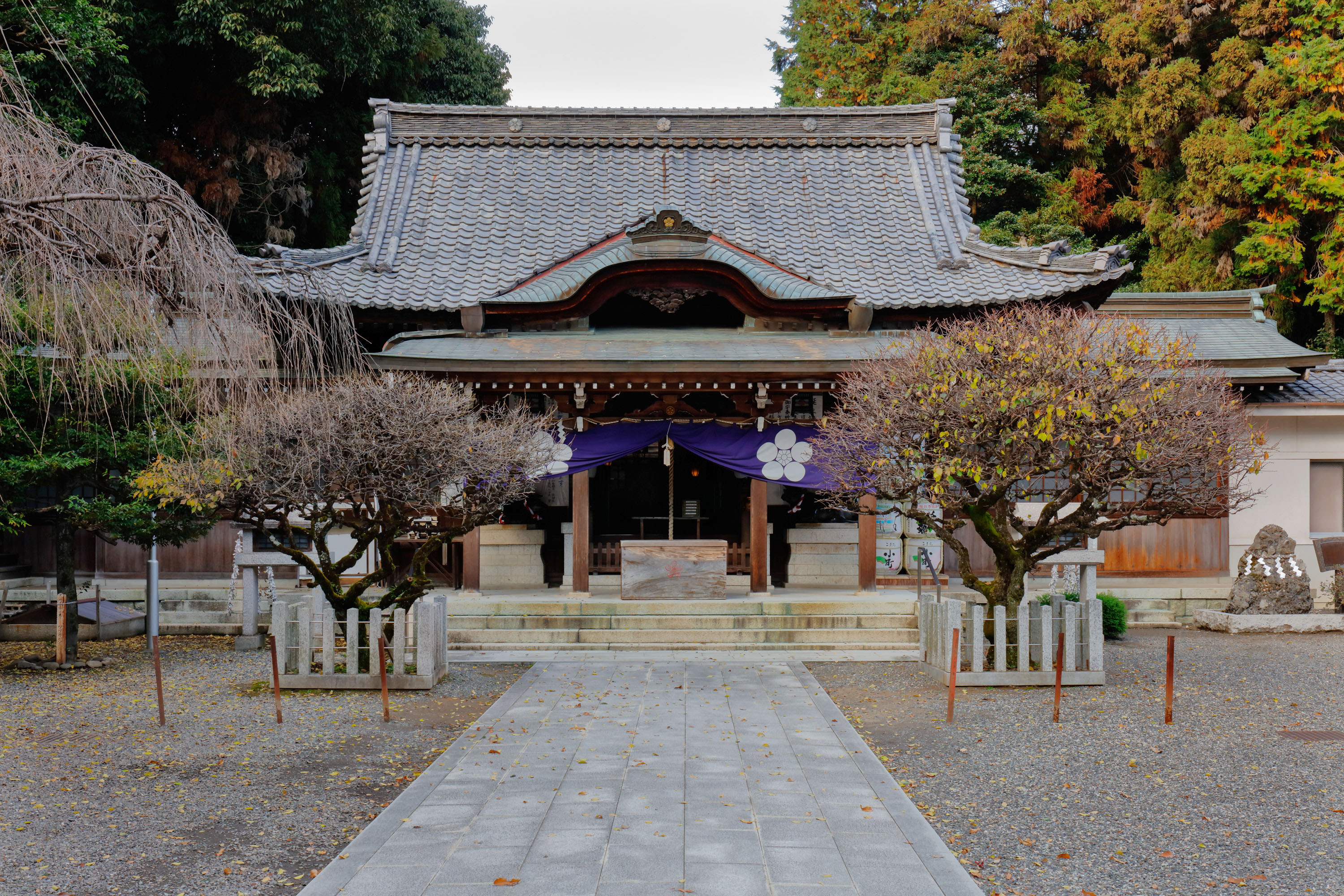
拝殿
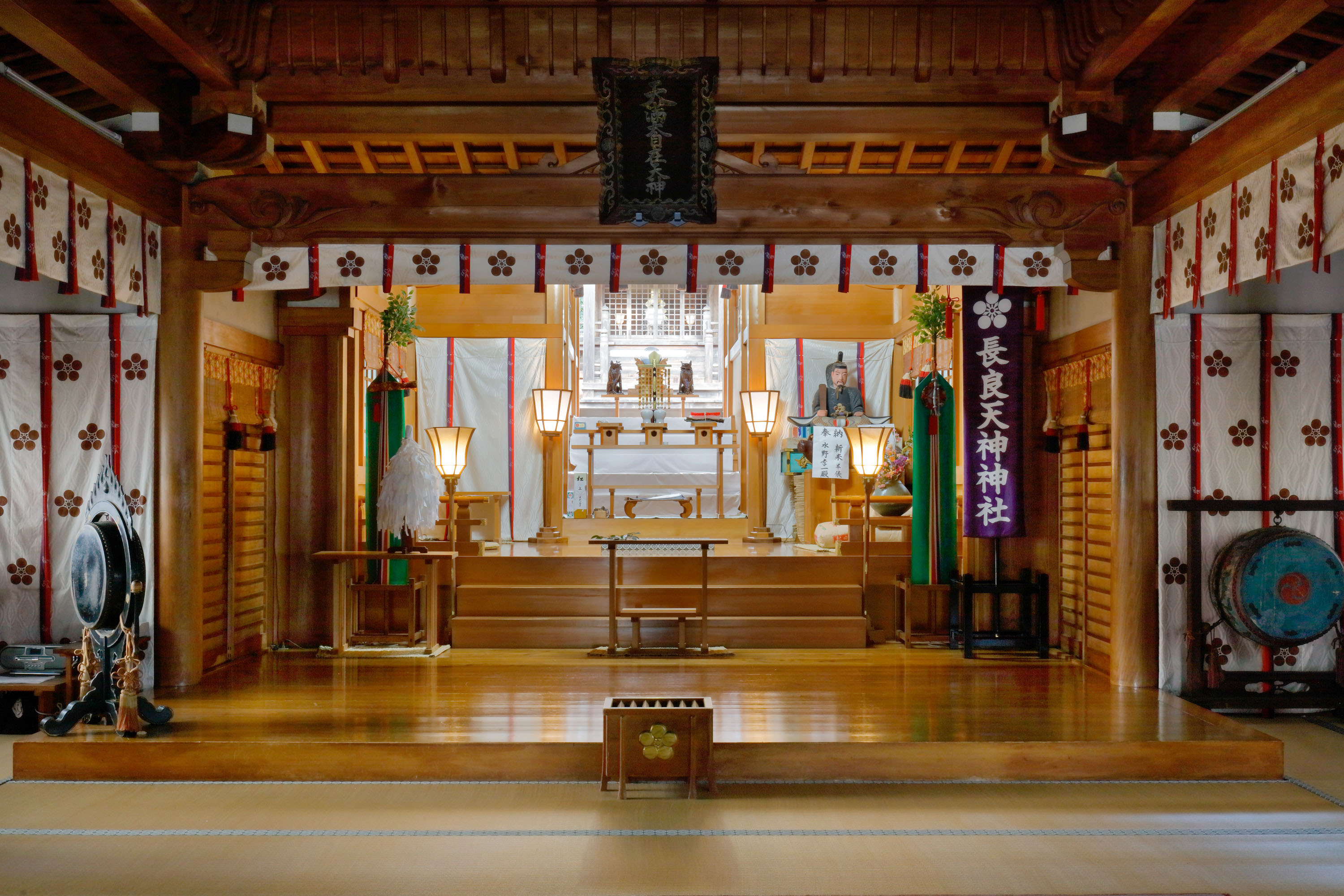
祭文殿
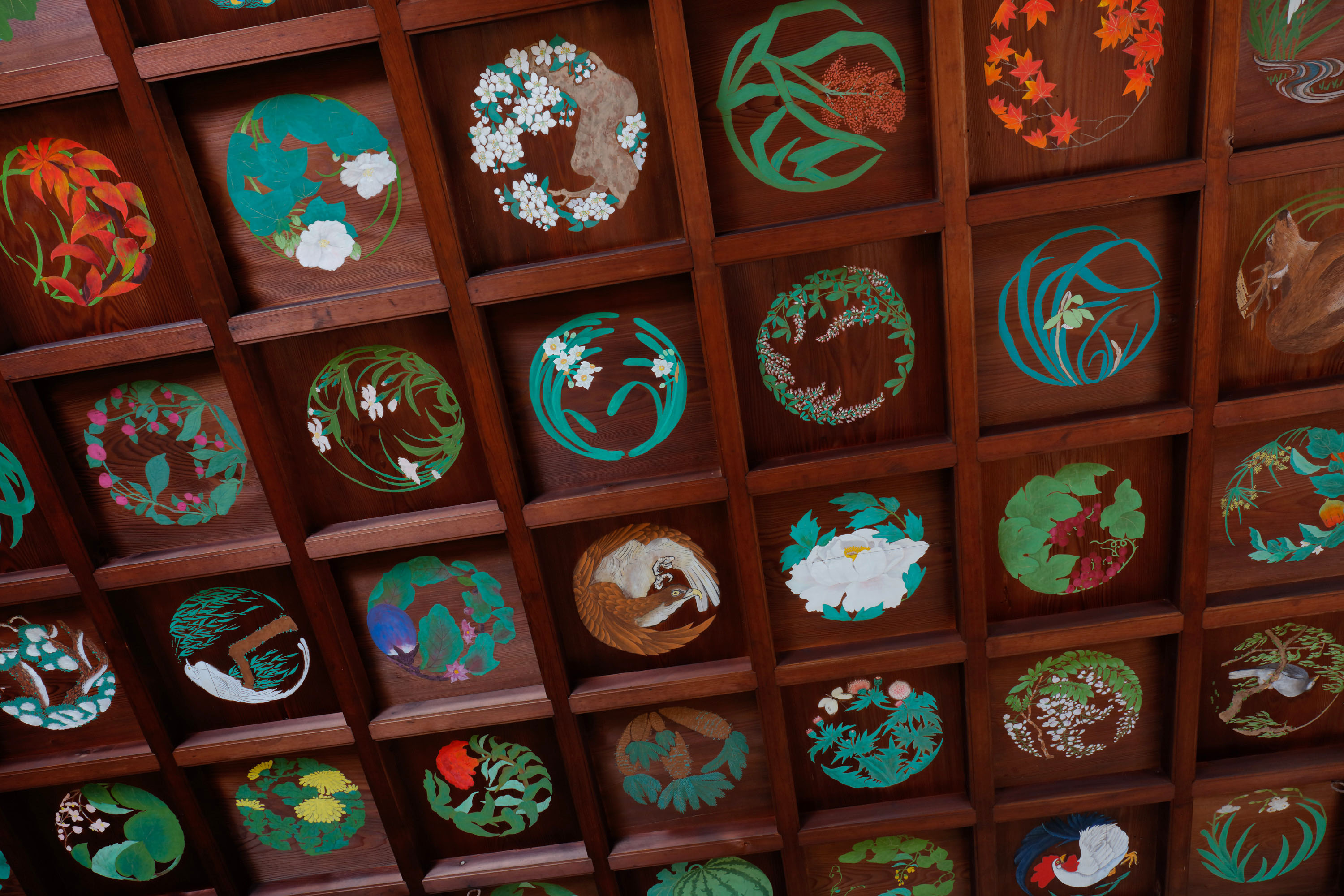
拝殿天井画
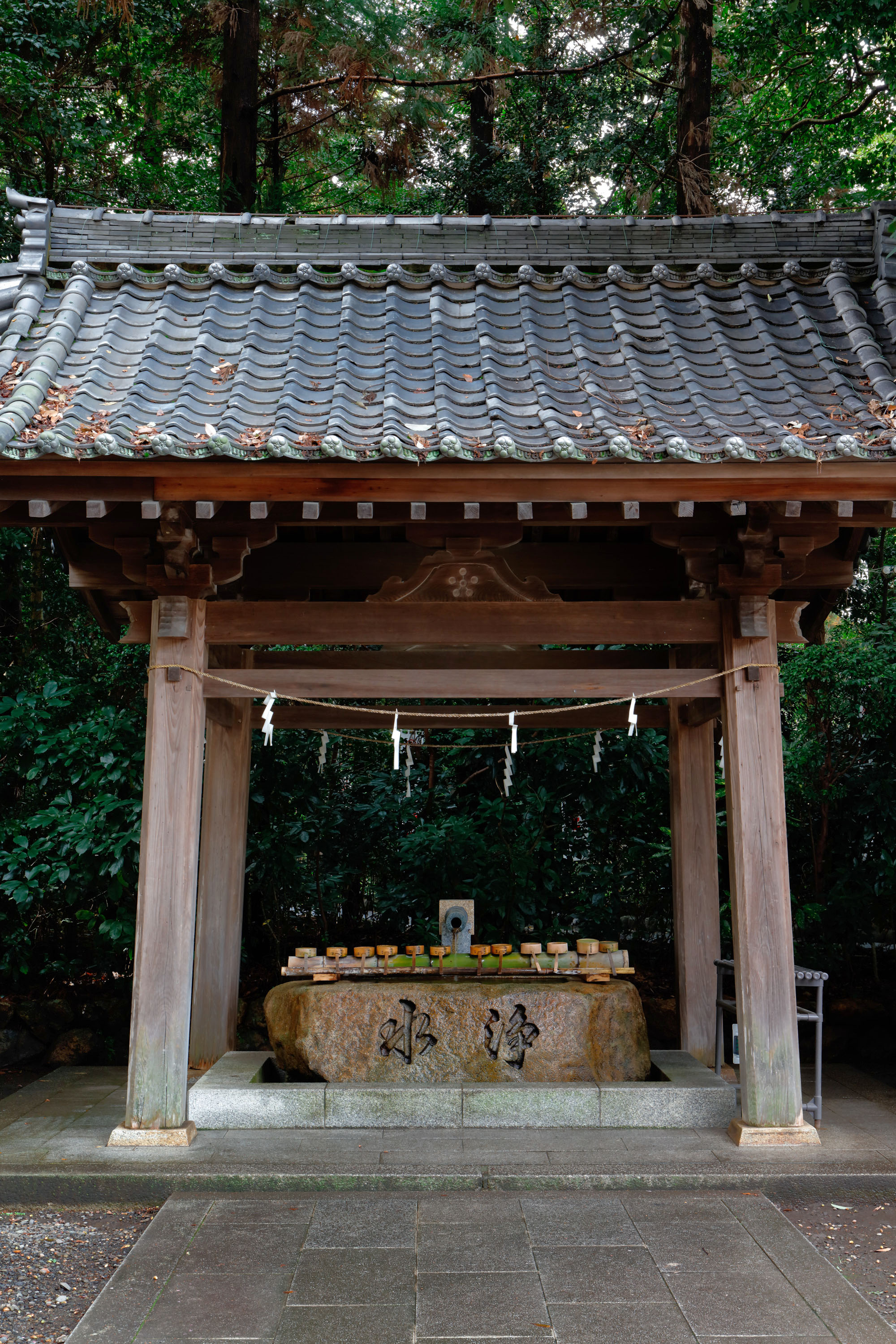
手水舍
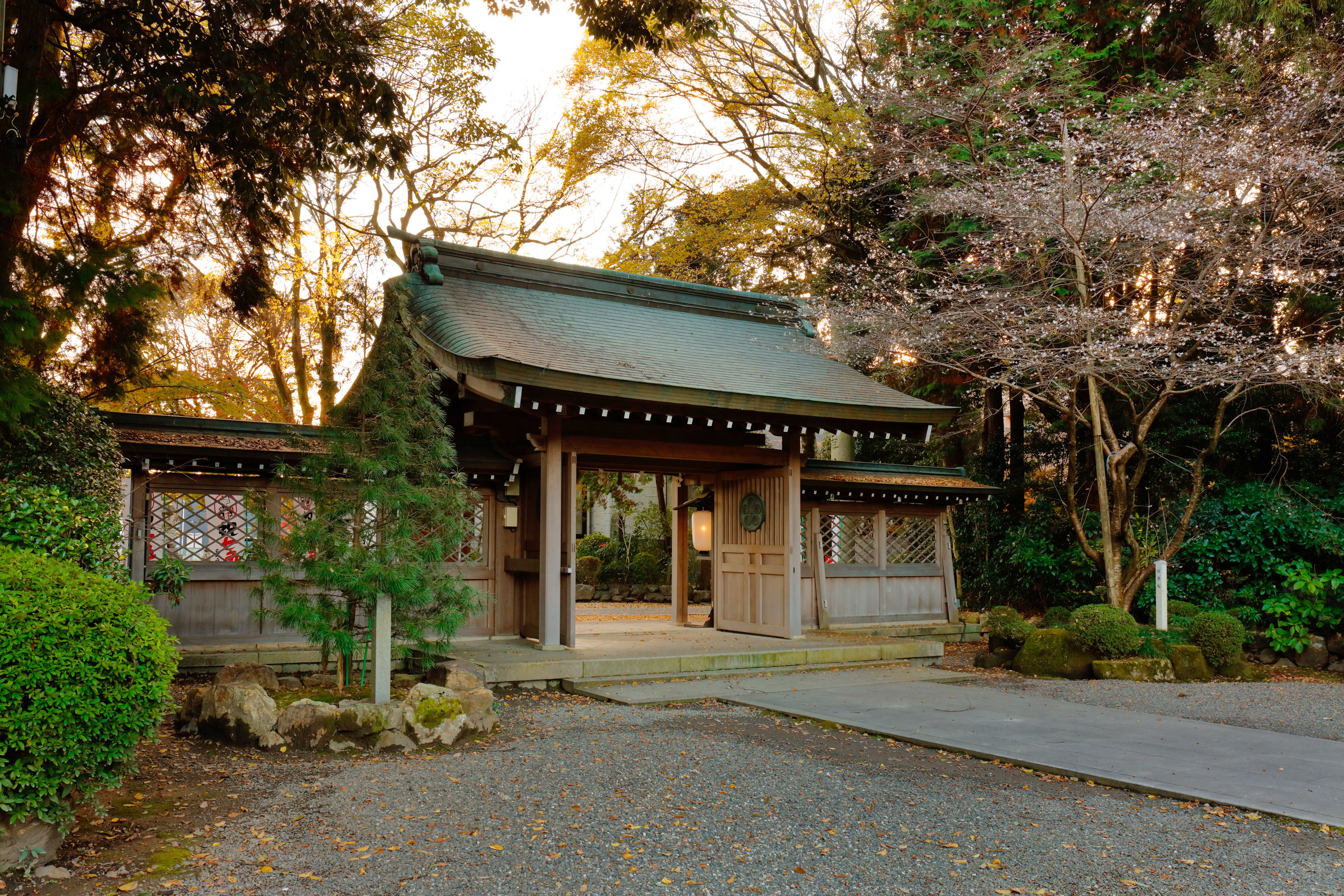
境内から神門を望む

## 所在地
- 岐阜県岐阜市長良天神

## 交通アクセス
- 岐阜バス：岐阜高富線、茜部三田洞線、岐阜女子大線、城田寺柳津線、高美線、板取線、おぶさ墨俣線などで、「長良天神」バス停下車。
  - JR岐阜駅バスターミナル（岐阜駅北）11番のりば、「高富」「山県市役所」「三田洞団地」「三田洞自動車学校」「洞戸栗原」「板取キャンプ場」「板取門原」「谷合」「塩後」「岐阜女子大学」「美濃市駅」「中濃庁舎」行きに乗車。
  - JR岐阜駅バスターミナル（岐阜駅北）12番のりば、「三田洞団地」「城田寺団地」行きに乗車。
  - 名鉄岐阜のりば（名鉄岐阜駅西）4番のりば、「高富」「山県市役所」「谷合」「塩後」「三田洞団地」「三田洞自動車学校」「城田寺団地」「岐阜女子大学」「美濃市駅」「中濃庁舎」行きに乗車。